# Tap (bàsquet)

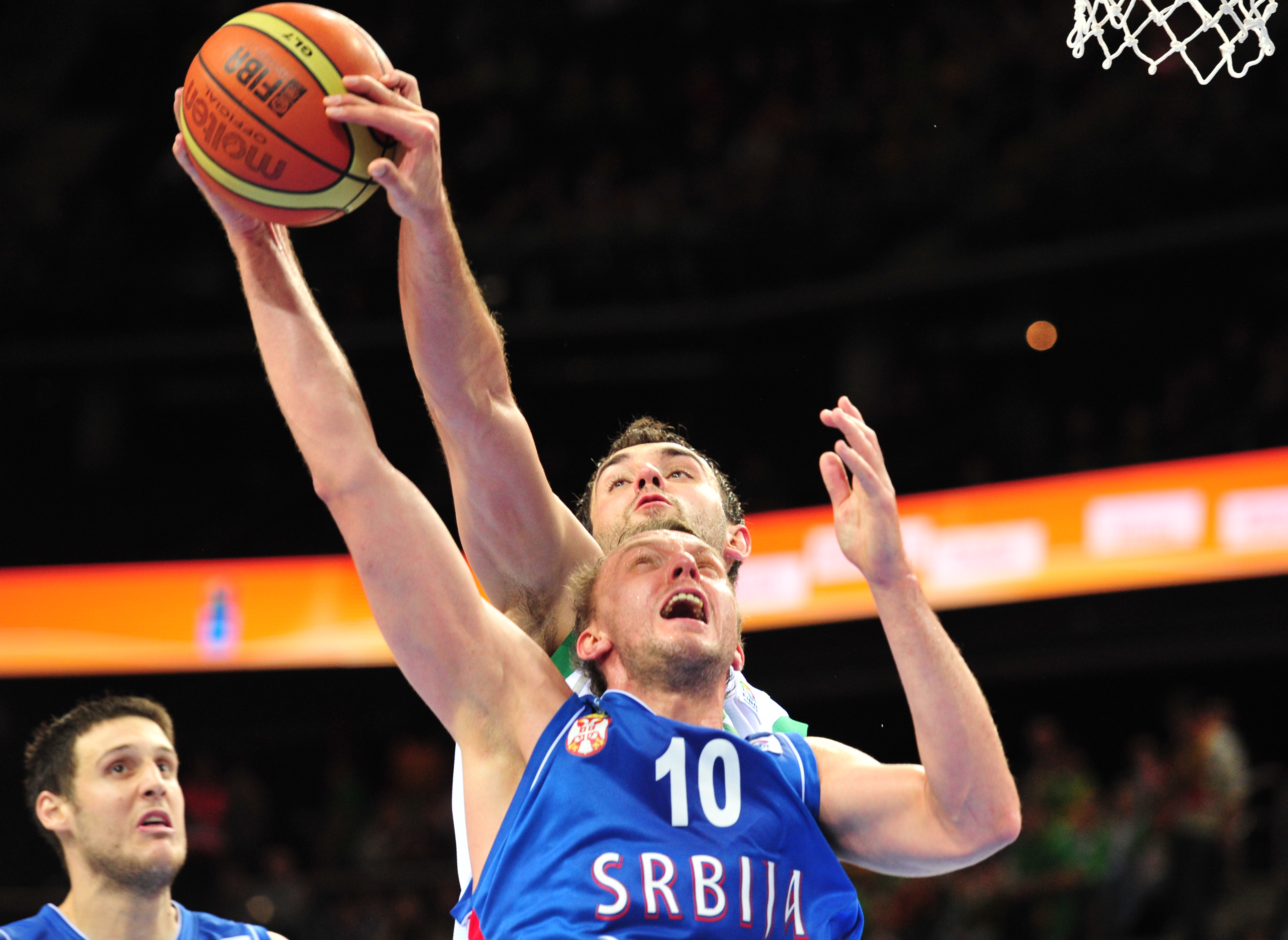
Mirza Begić tapona a Duško Savanović a l'EuroBasket 2011

En bàsquet, un tap (diminitiu de tir taponat) és una acció defensiva on un jugador defensor desvia un tir efectuat anteriorment per un atacant. Perquè el tap sigui legal, el defensor no pot tocar el jugador atacant (es considerarà falta personal i el tap serà anul·lat) i sols pot desviar la pilota mentre estigui en ascensió o estigui al punt més alt de la trajectòria de la pilota. Un tir desviat però que acaba entrant dins de l'anella no compta com a tap per al defensor. Cada tir taponat amb èxit es compta per al tirador com un tir fallat. Si un defensor comet una falta de tir, no compta com a tap encara que desvïi adequadament la pilota, aquesta norma s'estén als altres defensors.
La primera competició que va comptabilitzar els taps a la seva estadística fou l'NBA a la temporada 1973/74
Degut a la seva alçada (superior a la mitjana) i a la seva posició (quasi sempre prop de l'anella), els pivots i els alers pivots solen ser els jugadors que aconsegueixen major quantitat de taps. Tot i això, jugadors exteriors amb bon salt poden ser bons taponadors, com és el cas de Dwyane Wade: el jugador més petit (1,91 m.) a assolir 100 taps en una sola temporada. Un jugador amb l'habilitat de taponar tirs és un bon aspecte per a la defensa, ja que pot fer més difícil als atacants llançar des de posicions properes a l'anella, alterar els tirs dels atacants (que buscaran evitar el tap) i aprofitar-los com una manera de llançar al contraatac (Bill Russell va ser pioner en fer-ho). Per ser un bon taponador un jugador necessita instints defensius, un bon temps de salt i una bona alçada o salt vertical.

## Tap il·legal
Hi ha diverses situacions del joc on un defensor no pot desviar la pilota:
- Quan la pilota ja té una trajectòria descendent (a totes les competicions)
- Quan la pilota ha tocat tauler (reglament FIBA, NBA i NCAA, aquesta última es porta utilitzant des de la temporada 2009/10)
- Quan la pilota ha tocat l'anella (sols a l'NBA)

En aquests casos, es concediran dos o tres punts a l'atacant (depenent de la distància d'on s'hagi tirat)

## Taps en persecució
Un tap en persecució succeeix quan un defensor aconsegueix atrapar un atacant a punt de finalitzar un contraatac i tapona el seu llançament sense que l'atacant no l'hagi vist. Sovint, aquesta mena de taps solen ser taps contra tauler que allunyen la pilota del camp defensiu. Un dels més reconeguts taponadors en persecució fou Tayshaun Prince, que va salvar el segon paritt de les Finals de Conferència de l'NBA amb un tap sobre Reggie Miller L'speaker delsPistons Fred McLeod, va a ser el primer a patentar el term tap en persecució, utilitzat després pels Cleveland Cavaliers. Durant la temporada 2008/09 de l'NBA, en LeBron James va assolir el rècord amb 23 taps aquella temporada i 20 a la següent.

## Rècords de taps a l'NBA
- Més taps en un partit: Elmore Smith (17)
- Més taps en una meitat: Elmore Smith, George T. Johnson, Manute Bol (11 cadascun)
- Més taps per partit en una temporada: Mark Eaton (5,56)
- Més taps en tota una carrera: Hakeem Olajuwon (3,830)
- Més taps per partit en una carrera: Mark Eaton (3,50)
- Més taps en un partit de les Finals: Dwight Howard (9)
- Més taps en un partit de Play-Offs (sense comptar les finals: Andrew Bynum, Hakeem Olajuwon, Mark Eaton (10 cadascun)

## Rècords de taps a la Divisió I de l'NCAA

### Homes

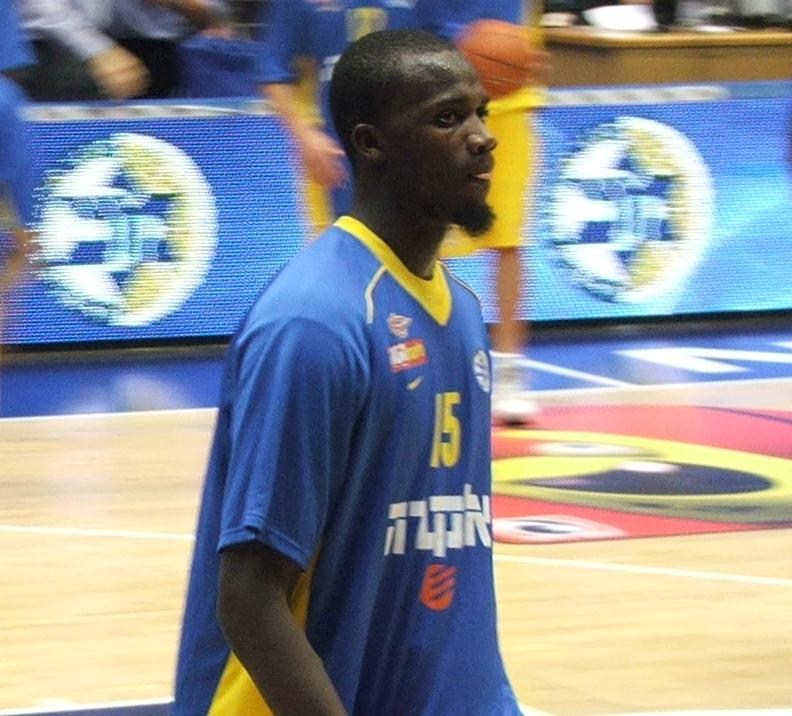
Shawn James

- Més taps a la seva carrera: Jarvis Varnado – Mississippi State (564) (2006–10)
- Més taps en una temporada: David Robinson – Navy (207) (1985–86)
- Més taps per partit en una temporada: Shawn James – Northeastern (6,53) (2005–06)
- Equip amb més taps en una temporada: Kentucky (344) (2011–12)

### Dones
- Més taps en una carrera: Anne Donovan – Old Dominion (801) (1979-1983)
- Més taps en una temporada: Brittney Griner – Baylor (223) (2009–10)
- Més taps per partit en una temporada: Brittney Griner – Baylor (6,4) (2009–10)
- Equip amb més taps en una temporada: Baylor (310) (2011–12)